# Penélope Cruz
Penélope Cruz Sánchez (Alcobendas, 28 aprile 1974) è un'attrice e modella spagnola.
Ha debuttato sul grande schermo a 17 anni con la pellicola spagnola Prosciutto prosciutto (1992), a cui seguono Apri gli occhi (1997) e La niña dei tuoi sogni (1998). Nel 2001 ha ricevuto l'attenzione internazionale per i suoi ruoli nei film Blow, Il mandolino del capitano Corelli e Vanilla Sky. Nel 2009 ha vinto il Premio Oscar per la miglior attrice non protagonista per il film Vicky Cristina Barcelona. All'Oscar è stata candidata altre tre volte: due nella sezione miglior attrice protagonista per Volver - Tornare (2006) e Madres paralelas (2021) e una nuovamente nella sezione miglior attrice non protagonista per Nine (2009). Ha inoltre vinto un Premio BAFTA, tre Premi Goya, un Prix d'interprétation féminine al Festival di Cannes, una Coppa Volpi al Festival di Venezia e un David di Donatello per la migliore attrice protagonista. Nel 2018 ha ricevuto la sua prima candidatura al Premio Emmy per la sua interpretazione di Donatella Versace nella seconda stagione della serie antologica American Crime Story.
Assidua collaboratrice del regista Pedro Almodóvar, ha recitato in ben sette dei suoi film: Carne trémula (1997), Tutto su mia madre (1999), Volver - Tornare (2006), Gli abbracci spezzati (2009), Gli amanti passeggeri (2013), Dolor y gloria (2019) e Madres paralelas (2021).

## Biografia
È nata ad Alcobendas, località in provincia di Madrid, da Eduardo Cruz (1953-2015), commerciante che lavorava in una concessionaria d'auto, originario di Alconchel, e di Encarnación Sánchez, un'andalusa che gestiva un negozio di parrucchiere. È la maggiore di tre figli ed ha una sorella, Mónica Cruz (1977), attrice e ballerina, ed un fratello, Eduardo Cruz (1985), cantante e musicista. Ha anche una sorellastra da parte di padre, Salma Cruz, nata nel febbraio 2012.
Nella sua infanzia studiò danza classica al Conservatorio Nazionale di Spagna. Nel 1990 cominciò ad appassionarsi alla recitazione e iniziò a frequentare la scuola di arte drammatica di Cristina Rota. Oltre allo spagnolo, sua lingua madre, parla inglese e italiano.

### Primi lavori (1989-1997)

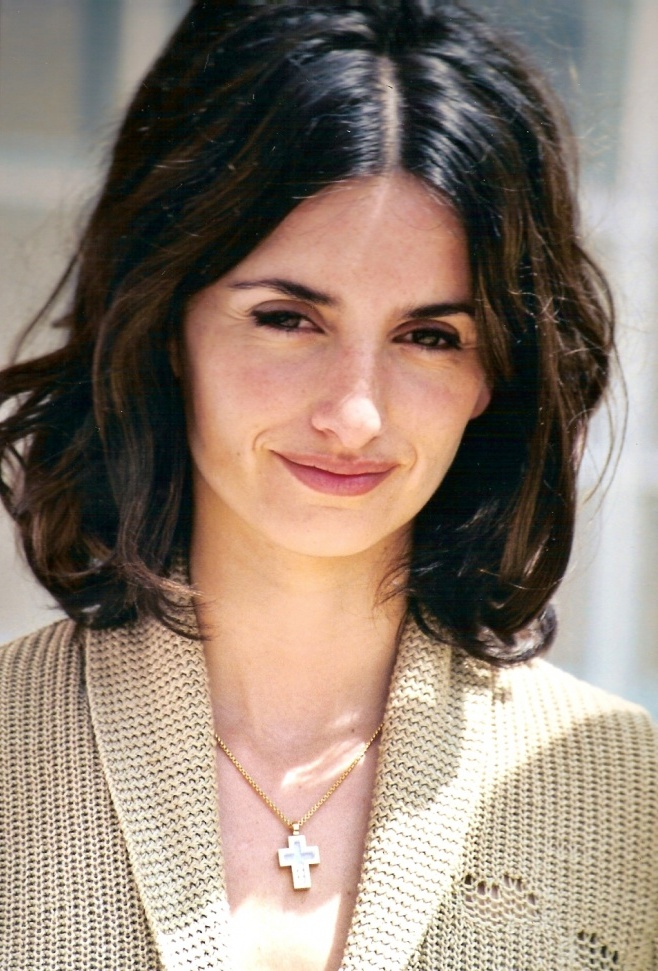
Penélope Cruz nel 2003

I primi lavori, ancora in età adolescenziali, furono nel campo della moda, ma nel giro di qualche anno riuscì a ottenere un piccolo ruolo in un episodio della serie TV francese I classici dell'erotismo, dove apparì in una scena di nudo. Nel 1992 debuttò sul grande schermo con Prosciutto prosciutto, diretto da Bigas Luna, con cui ottenne la prima candidatura al Premio Goya come miglior attrice protagonista. Il secondo ruolo cinematografico fu in Belle Époque, vincitore dell'Oscar al miglior film straniero. Grazie a questi ruoli mostrò tutta la sua bravura e versatilità nell'interpretare sia ruoli più sensuali sia in ruoli più innocenti.
Lavorò anche in Italia con la pellicola, La ribelle, nel ruolo di un'adolescente siciliana, a cui seguì Per amore, solo per amore. Nel 1997 incontrò Pedro Almodóvar che la scelse per una piccola parte in Carne trémula; nello stesso anno vestì i panni di Sofia in Apri gli occhi di Alejandro Amenábar, ruolo che ricoprì anche nel remake statunitense Vanilla Sky, dove recitò al fianco di Tom Cruise e Cameron Diaz.

### Primi successi al cinema (1998-2005)
Nel 1998 prese parte al suo primo film americano Hi-Lo Country, che nonostante fosse risultato un insuccesso al botteghino consentì all'attrice di conquistare una candidatura agli ALMA Award come miglior attrice cinematografica. Durante la lavorazione di questo film ebbe parecchie difficoltà nella comprensione dell'inglese, e iniziò a studiare recitazione anche a New York.
Il film che le donò il successo e la fama fu Tutto su mia madre, sempre di Almodóvar. Nel 2000 ottenne il primo ruolo da protagonista in un film americano con la commedia Per incanto o per delizia. L'anno successivo interpretò la moglie di Johnny Depp in Blow, Cult movie poco apprezzato dalla critica ma che ottenne un discreto successo al box office. Sempre nel 2001 interpretò Pelagia nel film Il mandolino del capitano Corelli, diretto da John Madden.
Continuò la sua attività nel cinema americano con il thriller Gothika, del 2003, con Halle Berry, Un amore sotto l'albero e Gioco di donna con Charlize Theron. Comparve al fianco di Matthew McConaughey nel Blockbuster Sahara, tratto dall'omonimo romanzo di Clive Cussler, il film non ebbe molto successo incassando a livello mondiale 119 milioni di dollari a fronte di un budget di 130 milioni. Contemporaneamente lavorò anche in Europa, nel 2004 Sergio Castellitto la diresse in Non ti muovere, la pellicola è tratta dal romanzo omonimo di Margaret Mazzantini, e permise all'attrice di vincere il David di Donatello per la migliore attrice protagonista.

### Vicky Cristina Barcelonae l'Oscar (2006-2009)

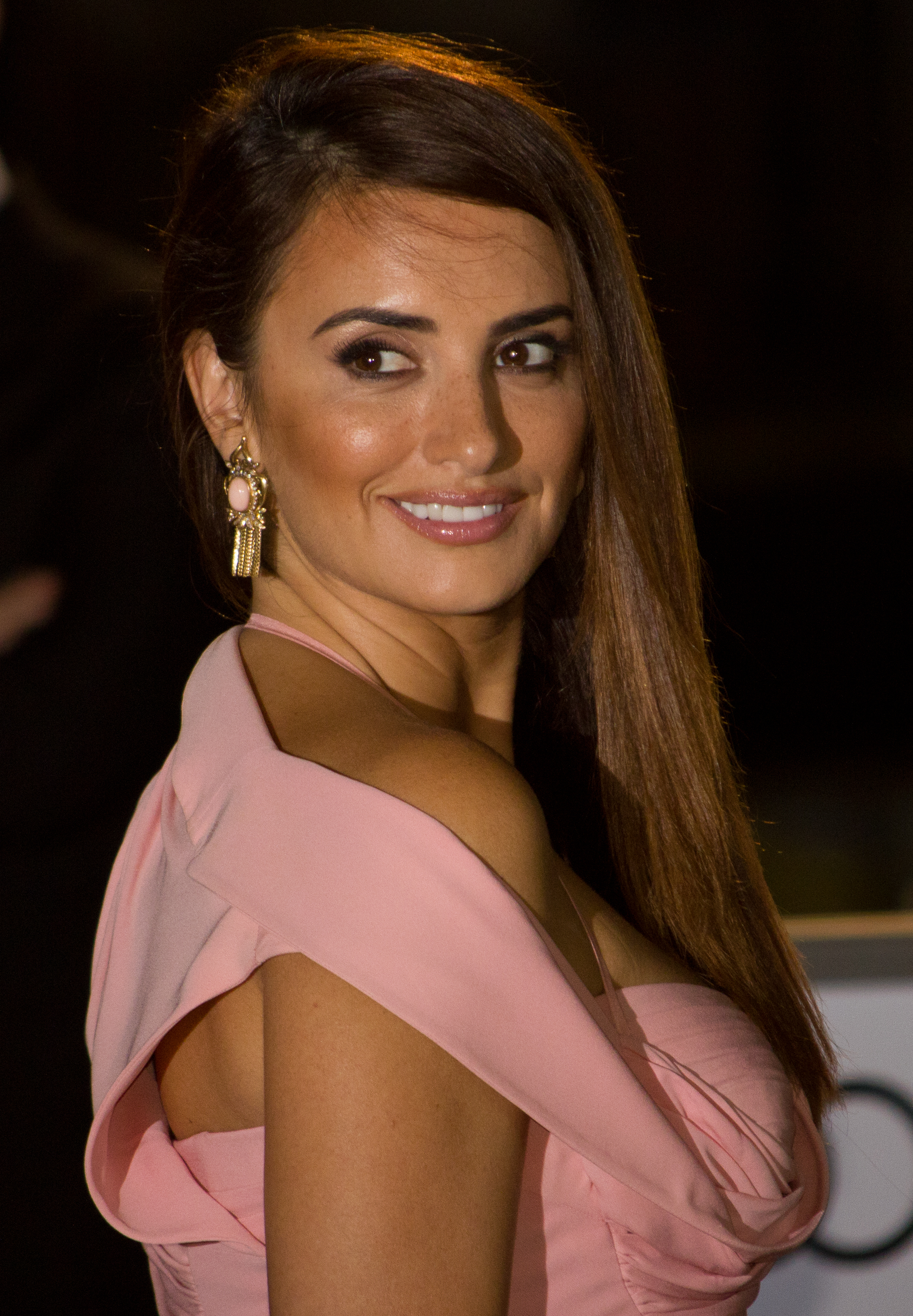
Penèlope Cruz al Toronto International Film Festival 2012

Nel 2006 l'interpretazione di Raimunda nel film Volver - Tornare di Almodóvar, le valse il prix d'interprétation féminine al Festival di Cannes 2006, assegnato collettivamente alle attrici principali del film e il premio Goya; inoltre fu candidata ai Golden Globe e ottenne la prima candidatura all'Oscar per la categoria Miglior attrice protagonista nel 2007: lei fu la prima attrice spagnola a essere stata candidata per questo premio. Nello stesso anno prese parte al western Bandidas assieme all'amica Salma Hayek.
Nel 2008, sotto la regia di Woody Allen, è nel cast di Vicky Cristina Barcelona, con il quale vince l'Oscar alla miglior attrice non protagonista, dove interpreta Maria Elena una donna mentalmente instabile. Nel 2009 recita nel musical Nine di Rob Marshall, per il quale viene candidata all'Oscar e al Golden Globe come miglior attrice non protagonista, per poi tornare ad essere protagonista di un film di Almodovar Gli abbracci spezzati. 

### Altri successi (2010-ad oggi)
L'anno successivo prende parte con un piccolo cameo al film Sex and the City 2. Nel 2011 partecipa al quarto capitolo dei Pirati dei Caraibi, dove interpreta Angelica Teach, la figlia del pirata Barbanera. Durante le riprese l'attrice era in stato di gravidanza e fu la sorella Monica a farle da controfigura, sostituendola nelle scene più avventurose e nelle inquadrature da lontano per camuffare il suo stato di gravidanza. Nello stesso anno riceve la celebre "stella" sulla Hollywood Walk of Fame di Los Angeles, diventando la prima attrice di nazionalità spagnola a ottenere questo riconoscimento.
Nel 2012 partecipa al film di Woody Allen, To Rome with Love, dove recita in italiano, e viene diretta per la seconda volta da Sergio Castellitto in Venuto al mondo, adattamento cinematografico dell'omonimo romanzo di Margaret Mazzantini, nonché vincitore del Premio Campiello 2009, con cui si guadagna la settima candidatura al Goya. L'anno successivo fa parte del cast di The Counselor - Il procuratore accanto a Michael Fassbender, Brad Pitt e Javier Bardem. Inoltre recita un cameo nella commedia Gli amanti passeggeri, scritta e diretta da Pedro Almodóvar.

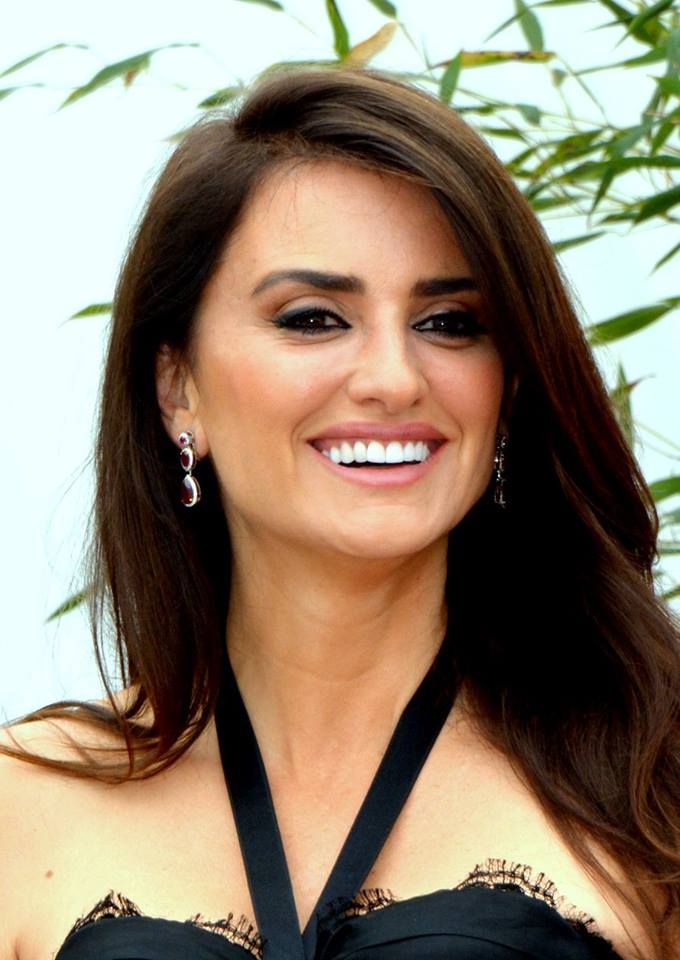
Penélope Cruz al Festival di Cannes 2018

Nel 2015 è protagonista e produttrice del film drammatico Ma ma - Tutto andrà bene, diretto da Julio Medem, dove interpreta una mamma colpita dal cancro al seno, performance che le fa guadagnare l'ottava nomination ai Goya come Miglior Attrice. L'anno successivo prende parte a due commedie americane: interpreta una modella di intimo nel sequel Zoolander 2 scritto, diretto e interpretato da Ben Stiller e Grimsby - Attenti a quell'altro con Sacha Baron Cohen.
Nel 2017 viene annunciata la sua partecipazione nella seconda stagione di American Crime Story nel ruolo di Donatella Versace, che rappresenta il suo primo ruolo televisivo in assoluto. La serie TV narra l'assassinio dello stilista Gianni Versace, e permette all'attrice di ricevere la prima candidatura ai Premi Emmy come miglior attrice non protagonista in una miniserie o film-tv. Alla 74ª Mostra internazionale d'arte cinematografica di Venezia presenta la pellicola Escobar - Il fascino del male, dove interpreta la giornalista colombiana Virginia Vallejo. Nello stesso anno è nel cast del remake di Assassinio sull'Orient Express, dove veste i panni di una missionaria spagnola, nella pellicola anche Kenneth Branagh, Johnny Depp, Michelle Pfeiffer e Judi Dench.
Nel marzo 2018 riceve il Premio César onorario alla carriera. Nel mese di maggio è protagonista del thriller Tutti lo sanno, scritto e diretto da Asghar Farhadi e dove recita accanto al marito Javier Bardem. La pellicola è stata scelta come film d'apertura della 71ª edizione del Festival di Cannes. L'anno successivo collabora per la sesta volta con il regista Pedro Almodóvar nel film Dolor y gloria, presentato in concorso alla 72ª edizione del Festival di Cannes. Nello stesso anno presenta in concorso alla 76ª Mostra internazionale d'arte cinematografica di Venezia il drammatico Wasp Network, ispirato alla vicenda della rete di spionaggio stabilita dal governo cubano nella Miami degli anni novanta.
Nel 2021 partecipa alla 78ª Mostra internazionale d'arte cinematografica di Venezia con due pellicole in concorso, Madres paralelas, diretta nuovamente da Pedro Almodovar e film d'apertura della mostra, interpretazione che le vale la Coppa Volpi per la migliore interpretazione femminile. La seconda è stata la commedia Finale a sorpresa - Official Competition, dove interpreta una regista che per gestire l'ego smisurato dei due protagonisti si inventa una serie di eccentriche prove da fargli superare. L'anno successivo prese parte al thriller Secret Team 355, caratterizzato da un cast protagonista tutto al femminile.

### Carriera musicale
Nel 2002, per il disco della Fundación Sabera, reinterpreta Penélope di Joan Manuel Serrat in duetto con lo stesso Serrat e Vicente Amigo. Nel 2009 incide A Call from the Vatican, contenuta nella colonna sonora del film Nine. Nel 2012 duetta con Miguel Bosé in Decirnos Adiós, brano scritto dal fratello Eduardo Cruz e contenuto nel disco Papitwo del cantante. Nel 2016 canta Tu sì 'na cosa grande di Domenico Modugno per la campagna primavera/estate di Carpisa.

## Vita privata

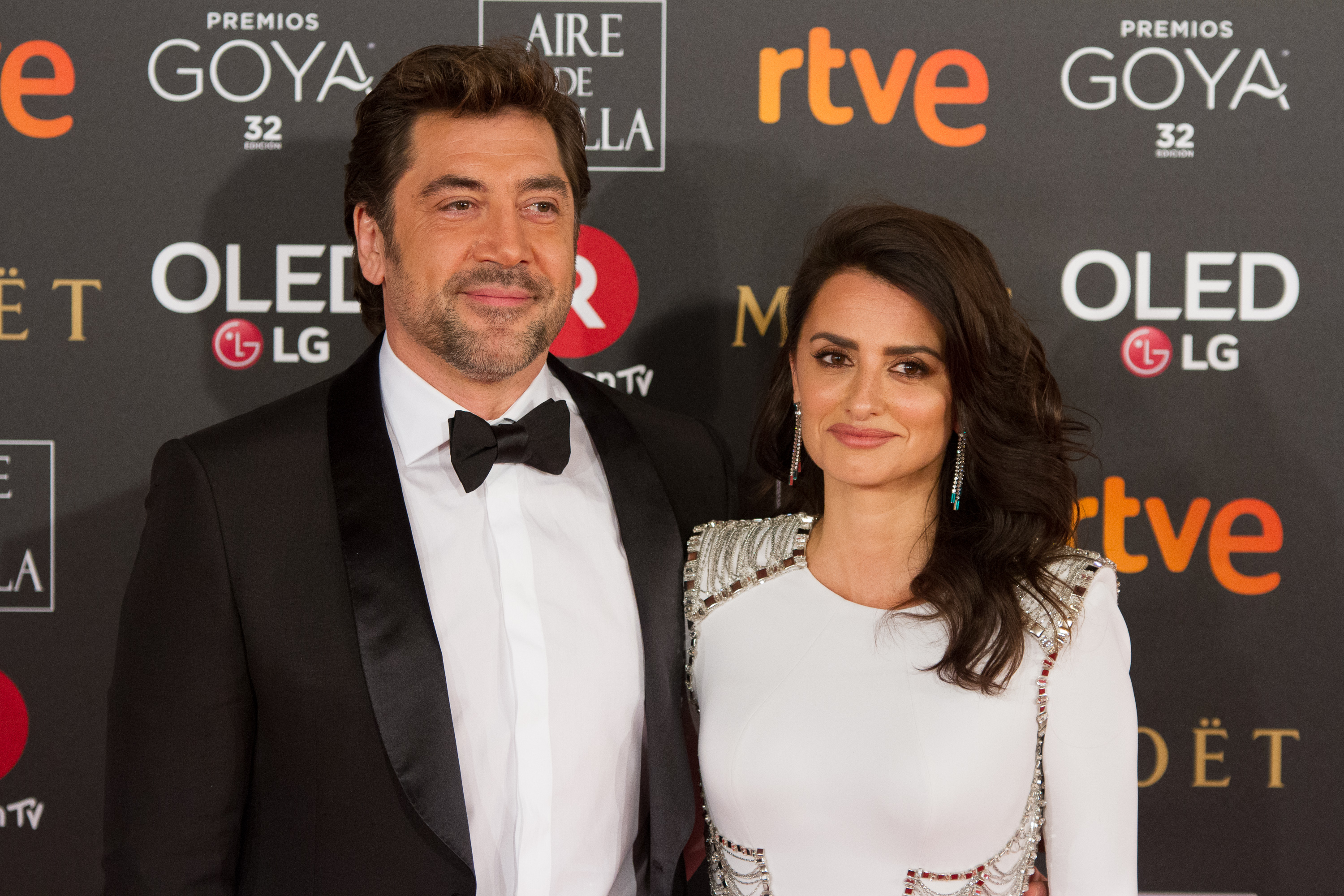
Penélope Cruz e il marito Javier Bardem nel 2018

Ha avuto una relazione sentimentale con il compositore Nacho Cano del gruppo musicale spagnolo Mecano (la Cruz è apparsa anche in alcuni videoclip del gruppo), e con gli attori Tom Cruise, dal 2001 al 2004, e Matthew McConaughey, dal 2004 al 2006. Il 14 luglio 2010 si è sposata con il collega Javier Bardem, suo compagno dal 2007, conosciuto sul set di Prosciutto prosciutto. La coppia ha avuto due figli: Leonardo, nato a Los Angeles il 22 gennaio 2011, e Luna, nata a Madrid il 22 luglio 2013.

## Immagine pubblica

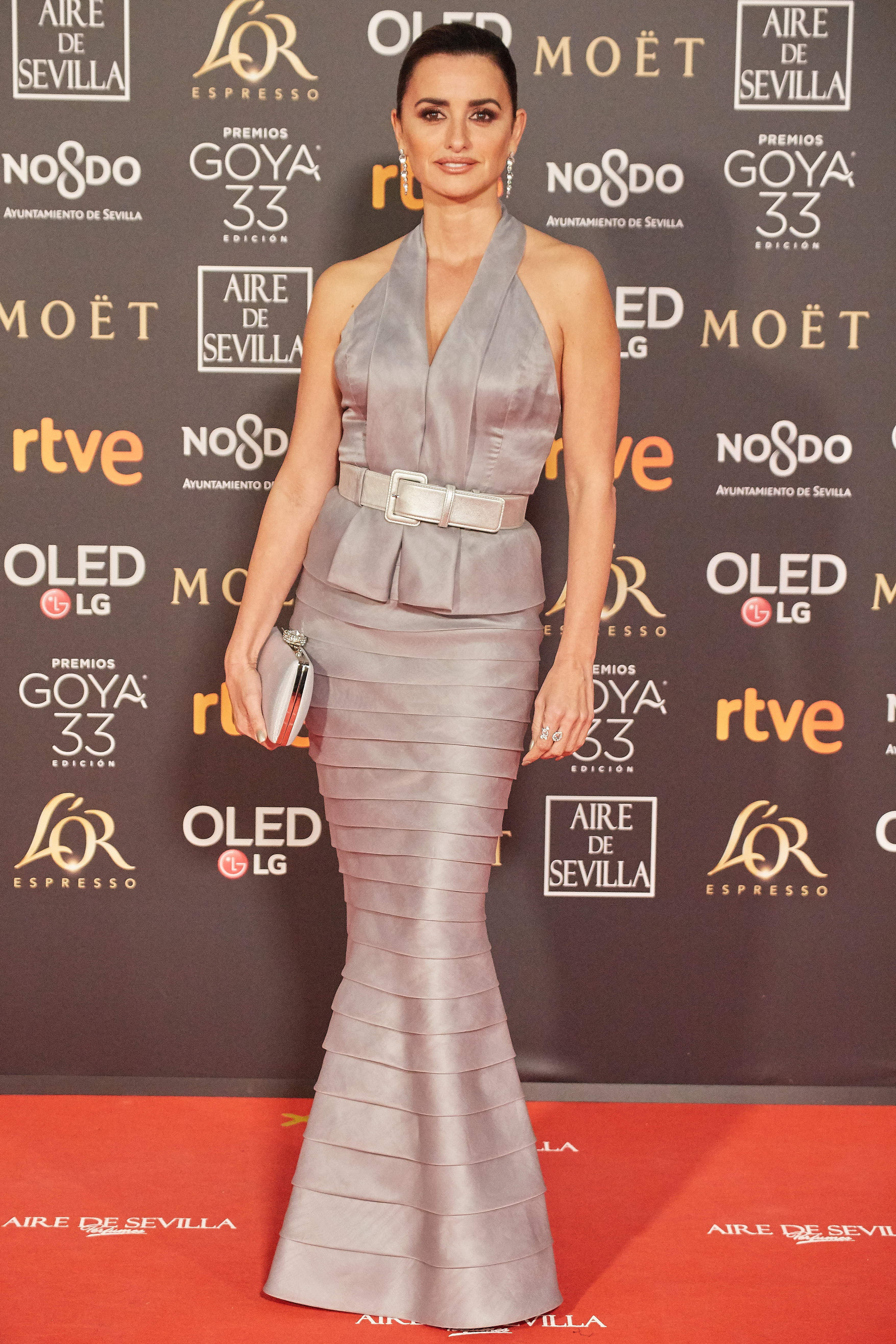
Penélope Cruz ai Premi Goya nel 2019

Aveva un contratto con Ralph Lauren nel 2001, e successivamente è stata il volto di Mango insieme alla sorella Mónica. Nel 2003 compare in uno spot pubblicitario della Coca-Cola. Dal 2006 al 2009 è testimonial L'Oréal, dalla quale riceve 2 milioni di dollari l'anno per la promozione dei suoi prodotti. Nel 2007 appare nel calendario Pirelli. Nel 2011 diventa il nuovo volto di Lancôme e posa per la fotografa Annie Leibowitz, insieme a Jeff Bridges, nei panni dei protagonisti della fiaba Disney, La bella e la bestia. Nel 2012, insieme alla sorella Mónica, compare nello spot pubblicitario dei videogiochi per Nintendo New Super Mario Bros. 2, Il professor Layton e la maschera dei miracoli e Animal Crossing: New Leaf. Dallo stesso anno è la nuova testimonial della Nespresso per il mercato statunitense e canadese. Nel 2013 viene immortalata dal fotografo Kristian Schuller nel calendario Campari ed è protagonista della campagna Loewe autunno/inverno
Nel 2014 viene eletta dalla rivista Esquire come La donna più sexy del mondo ed è protagonista del nuovo capitolo della saga What did you expect? di Schweppes, diretto da Kathryn Bigelow. Nel 2015 diventa testimonial di Viceroy (gioielli ed orologi) e Carpisa, noto brand italiano di borse. Nel 2017 viene fotografata da Peter Lindbergh per il Calendario Pirelli, dove è protagonista accanto ad attrici di Hollywood come Nicole Kidman, Kate Winslet e molte altre. Nel luglio dell'anno successivo, viene scelta da Karl Lagerfeld come ambasciatrice di Chanel, diventando testimonial della campagna pubblicitaria per la collezione Cruise 2018/19 Nel dicembre 2018 sostituisce la cantante Shakira come testimonial di Costa Crociere, interpretando una serie di spot dove veste i panni di una sirena. Nel 2018 lancia una linea di gioielli per Swarovski, mentre l'anno successivo fu scelta come volto per la campagna primavera/estate. Nel marzo 2019, durante la settimana della moda di Parigi, è in passerella per Chanel nell'ultima sfilata firmata da Karl Lagerfeld. Nel 2023 diventa ambasciatrice globale del marchio Geox, per cui realizza anche una capsule insieme alla sorella Monica.

### Attivismo
Nel 1998 prese parte al suo primo film americano e decise di donare tutto il suo compenso alla missione di Madre Teresa a Calcutta, dove aveva soggiornato nel 1996. Trascorse diversi mesi in Uganda e India per svolgere attività di volontariato. Nei primi anni del 2000 ha fotografato bambini tibetani in Nepal. Ha posato più volte per la PETA, schierandosi contro l'uso di pellicce, nel 2012 realizzando dei manifesti con la scritta Volta le spalle alle pellicce. e nel 2018 con lo slogan Facci felici, non indossare pellicce. Questa sua scelta è stata ribadita pubblicamente alla settimana della moda di New York, amplificandone la potenza mediatica, ed anche quando l'attrice ha deciso di produrre una propria linea di abbigliamento in collaborazione con la sorella. Nelle collezioni Cruz sono state escluse non solo le pellicce, ma anche tutti i tessuti di origine animale.
Il 30 maggio 2018, in qualità di madrina per la raccolta fondi a favore dell’Istituto pediatrico e dell’AIRC, ha visitato l'ospedale pediatrico Giannina Gaslini di Genova ed è stata madrina della Partita del cuore svoltasi allo stadio Luigi Ferraris.

## Campagne pubblicitarie
- Campari (2013)
- Carpisa (2018-2019)
- Chanel (2018-2019;2023)
- Coca-Cola (2003)
- Costa Crociere (2018-2019)
- Geox (2023)
- Lancôme (2011-2023)
- L'Oréal (2006-2009)
- Loewe A/I (2013)
- Nespresso (2012-2014)
- Ralph Lauren (2001)
- Schweppes (2014)
- Swarovski P/E (2019)

## Riconoscimenti
Nel corso della sua carriera Penélope Cruz ha vinto numerosi premi, tra cui un Premio Oscar e un BAFTA come migliore attrice non protagonista per la sua interpretazione nel film Vicky Cristina Barcelona, diretto da Woody Allen. Ha inoltre vinto tre premi Goya su quattordici candidature ricevute.

## Doppiatrici italiane
Nelle versioni in italiano delle opere in cui ha recitato, Penélope Cruz è stata doppiata da:
- Chiara Colizzi ne La niña dei tuoi sogni, Il mandolino del capitano Corelli, Vanilla Sky, Un amore sotto l'albero, Sahara, Vicky Cristina Barcelona, Pirati dei Caraibi - Oltre i confini del mare, Venuto al mondo, The Counselor - Il procuratore, Ma ma - Tutto andrà bene, Zoolander 2, Grimsby - Attenti a quell'altro, American Crime Story, Escobar - Il fascino del male, Assassinio sull'Orient Express, Tutti lo sanno, Wasp Network, Finale a sorpresa - Official Competition, Tutto in un giorno, Ferrari
- Barbara De Bortoli in Chromophobia, Volver - Tornare, Gli abbracci spezzati, Gli amanti passeggeri, Dolor y gloria, Madres paralelas, Secret Team 355
- Rossella Acerbo in Prosciutto prosciutto, Hi-Lo Country, Passione ribelle, Blow, Gothika, Nine
- Georgia Lepore in Apri gli occhi, Tutto su mia madre, Volavérunt, Per incanto o per delizia
- Ilaria Stagni in Nessuna notizia da Dio, Manolete, Lezioni d'amore
- Connie Bismuto in Amici di... letti, Il tulipano d'oro, Bandidas
- Laura Lenghi in Belle Époque, La ribelle
- Perla Liberatori in Due volte ieri, Gioco di donna
- Stella Musy in Per amore, solo per amore
- Ilaria Latini ne La voce degli angeli
- Jessica Loddo in Masked and Anonymous
- Monica Bertolotti in The Good Night
- Cristina Faralla in The Queen of Spain

Nei film Non ti muovere, To Rome with Love e L'immensità recita in italiano.
Da doppiatrice è sostituita da: 
- Romina Mondello in G-Force - Superspie in missione

## Discografia
- La bien pagá (nel film La niña dei tuoi sogni)
- Fundación Sabera (2002)
  - Penélope (con Joan Manuel Serrat e Vicente Amigo)
- Nine (Original Motion Picture Soundtrack), film Nine (2009)
  - A Call from the Vatican
- Papitwo (2012)
  - Decirnos Adiós (con Miguel Bosé)
- Tu sì 'na cosa grande (nello spot Carpisa primavera/estate 2016)